# 菊地秀夫
菊地 秀夫（きくち ひでお、1948年9月28日 - 2023年3月5日）は日本の画家。油絵を加藤秋荘、日本画を三尾彰藍に師事。かつては油彩を描いていたが、現在は日本画を描く。得意なジャンルは風景画、主なモチーフは富士山と花火。詩人、シンガーソングライターの菊地道夫は長男。

## 来歴
2000年、埼玉県立近代美術館で開催される県美術家協会展(県展)において「樹間」が埼玉県知事賞、2001年「夜の華」が埼玉新聞社賞、2008年「丘」が教育委員会賞を受賞。埼玉県展委嘱に推挙される。2014年、雪舟国際美術協会無鑑査会員となる。同年、埼玉伝統工芸会館(現在の埼玉伝統工芸施設)にて画業50周年記念菊地秀夫絵画展を開催。2015年、雪舟国際美術協会展にて「丘」が特選を受賞。2016年、日光東照宮に「玉子」を奉納する。現在、雪舟国際美術協会無鑑査会員、埼玉県展委嘱。2023年3月5日、悪性リンパ腫のため死去。74歳没。

## 代表作
- 富士三部作　「朝光」2010年、「霊峰富士」2011年、「映」2012年
- 埼玉県美術家協会展(県展)三賞受賞作　「樹間」2000年、「夜の華」2001年、「丘」2008年
- その他　「落葉」2007年(道の駅おがわまち所蔵)、「白い華」2010年

## 画集
- 自然の美を求めて　画業50周年記念菊地秀夫日本画作品集　22世紀アート　2016年